# Vico Morcote
Vico Morcote es una comuna suiza del cantón del Tesino, situada en el distrito de Lugano, círculo de Carona. Limita al norte con la comuna de Carona, al noreste con Melide, al sureste con Brusino Arsizio, y al sur y oeste con Morcote.

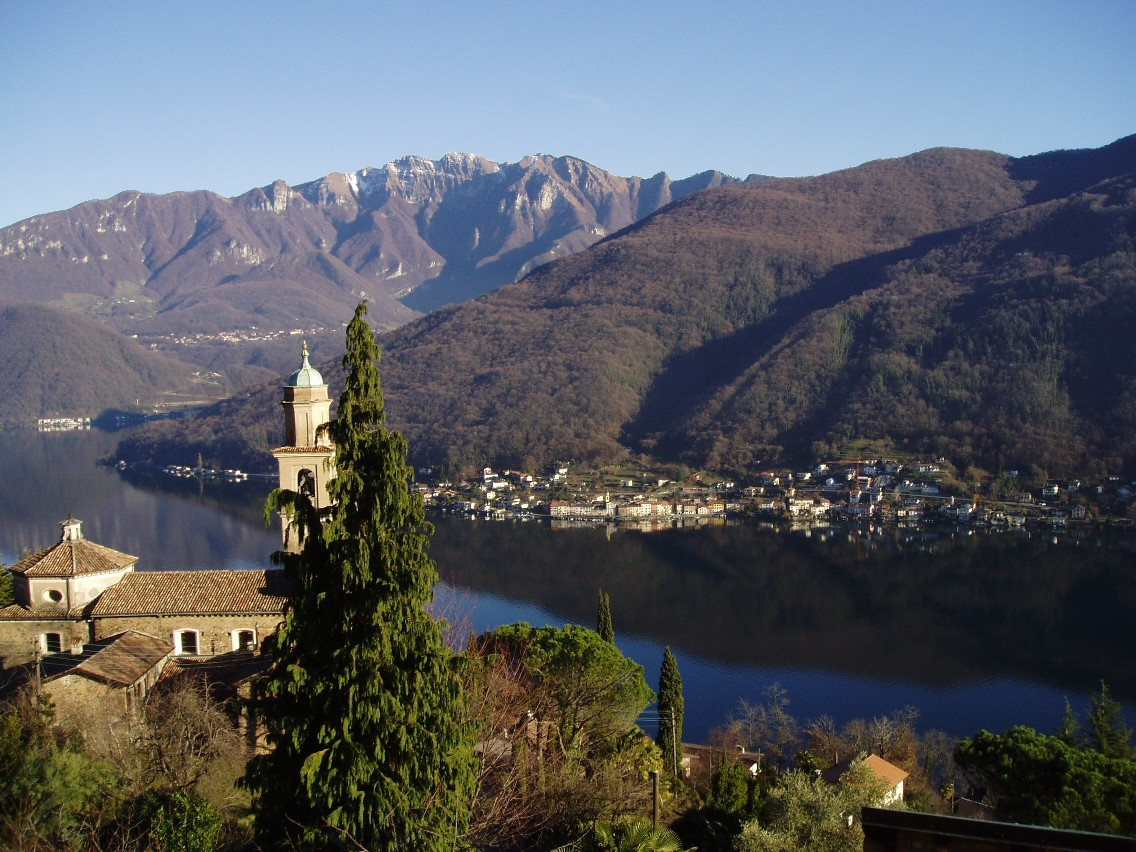
Vista del lago de Lugano desde Vico Morcote.